# نغر أوروبي

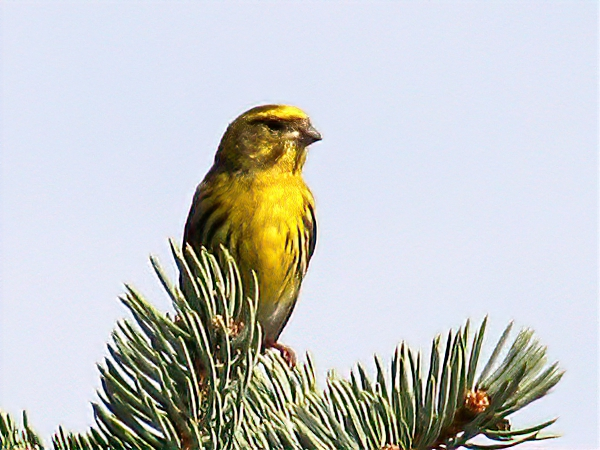

الترنجي أو النُّغَر الأوربيّ (الاسم العلمي: Serinus serinus) (بالإنجليزية: European Serin)‏، هو نوع من طائر النغر ينتمي إلى فصيلة الشرشوريات.